# Kayle Leogrande
Kayle Leogrande (Grand Terrace, 29 de març de 1977) va ser un ciclista estatunidenc, que fou professional entre 2005 i 2008. Leogrande va ser sancionat amb dos anys per consum d'EPO. Durant la investigació del seu cas, va ser quan l'USADA va aconseguir les primeres informacions de la xarxa de distribució de productes dopants que, primer, van apuntar a Floyd Landis i, posteriorment, fins a Lance Armstrong.

## Palmarès
- 2007
  - Vencedor de 3 etapes a l'International Cycling Classic